# Berufsgenossenschaft
No sistema de segurança social alemão, uma Berufsgenossenschaft (alemão para cooperativa profissional) é uma entidade crida pelo Estado Alemão (e regulamentada por este) encarregada de gerir o sistema obrigatório de seguros para acidentes de trabalho (Unfallversicherung) e doenças profissionais. Por um lado arrecada as contribuições (pagas exclusivamente pelos empregadores). As contribuições médias para este sistema situam-se hoje à volta dos 1,4% do salário bruto do trabalhador segurado. Por outro lado, a Berufsgenossenschaft é quem cobre os custos que tiverem lugar no caso de acidente de trabalho ou doença profissional. Uma Berufsgenossenschaft tem por área de actuação apenas o sector industrial. Para outros sectores há as landwirtschaftliche Berufsgenossenschaften para a agricultura e as Gemeindeunfallversicherungen (GUV) (outro tipo de sistema). Actualmente existem 35 Berufsgenossenschaften industriais. Para Maio de 2005 estava prevista uma unificação entre a Berufsgenossenschaft do sector da construção civil (Bau) com a da Engenharia Civil (Tiefbau). Discute-se actualmente sobre formas de reduzir o número de Berufsgenossenschaften.

## Tarefas
A tarefa mais importante das Berufsgenossenschaften é evitar que se produzam acidentes de trabalho. Uma tarefa que cabe ao departamento técnico chamado Technischen Aufsichtsdienst. A formação quanto à segurança do trabalho é um exemplo das suas actividades.
No caso de acidentes de trabalho ou doenças profissionais, cabe à Berufsgenossenschaft a cobertura dos custos de tratamento, equipamento auxiliar, medicamentos e no caso de efeitos incapacitantes duradouros (desde 20%) também paga uma reforma às vítimas ou seus familiares.
As Berufsgenossenschaften não têm fins lucrativos. As decisões desta corporação são tomadas em grémios compostos por representantes dos empregadores e dos segurados (os trabalhadores), bem como a equipa de gestão desta corporação (Vorstand).

## Financiamento (actualmente 1,4% do salário bruto)
As Berufsgenossenschaften financiam-se através das contribuições dos empregadores/empresários sob forma de contribuições no sistema pós-ocorrência dos custos (Umlageverfahren).
Ao contrário de outros sistemas sociais na Alemanha, nomeadamente
- Rentenversicherung - seguros de reforma,
- Arbeitslosenversicherung - seguro de desemprego,
- Krankenversicherung - seguro de saúde,
- Pflegeversicherung - seguro de assistência,

os trabalhadores não pagam quaisquer contribuições. Os empregadores cobrem estes custos porque em contrapartida eles passam a estar libertos do princípio de responsabilidade (direitos de indemnizações) (com excepções reguladas em §§ 104 ff. SGB VII).
O montante das contribuições orienta-se pelo valor médio do perigo de acidente nos respectivos sectores nos quais as empresas se encontram.
Nas tarifas de perigo (Gefahrtarifen) das Berufsgenossenschaften são definidas classes de perigo pelas reuniões dos representantes, para cada um dos sectores industriais. Cada Berufsgenossenschaft rege-se pelo artigo § 122 SGB VII e a relação das tarifas deverá corresponder ao perigo de acidente do sector como um todo.
As contribuições têm vindo a descer, com a excepção dos anos 90 (quando foram introduzidos nos custos a repartir provindos da ex-RDA).
Actualmente, estes custos situam-se em média à volta de 1,4% dos salários brutos.
As cooperativas profissionais estão sobre a inspecção, controle e vigilância do Bundesversicherungsamt, bem como do ministério da Economia e Emprego (Bundesministerium für Wirtschaft und Arbeit).

## História
A base jurídica das Berufsgenossenschaften foi estabelecida por Otto von Bismarck com a lei de seguros contra acidentes (Unfallversicherungsgesetz) de 1884 com o objectivo de libertar os empresários de responsabilidade por indemnizações. Seguiu-se o ordenamento dos seguros do Reich (Reichsversicherungsordnung, também conhecida por RVO) de 1911. Desde 1997 que a Reichsversicherungsordnung foi incorporada na Sozialgesetzbuch VII (Código social VII).
A transferência dos seguros de acidente tais como estes eram administrados na RDA no sistema alemão-ocidental levou a custos consideráveis que se traduziram numa forte subida das contribuições médias. O enquadramento jurídico foi o contrato da reunificação alemã (Einigungsvertrag).

## Apontadores Externos
HVBG, o órgão coordenador
Pequena lista de websites de algumas cooperativas profissionais:
BIA Sankt Augustin 
 (Instituto de pesquisa e controle) http://www.hvbg.de/bia

BGFA Bochum 
 (Instituto de pesquisa médica) http://www.bgfa.de
Sector mineiro 

Bergbau-Berufsgenossenschaft http://www.bergbau-bg.de 

Pedreiras e terrenos 

Steinbruchs-Berufsgenossenschaft http://www.stbg.de 

Berufsgenossenschaft da cerâmica e indústria vidreira http://www.bgglaskeramik.de 

Gás e água 

Berufsgenossenschaft der Gas-, Fernwärme- und Wasserwirtschaft http://www.bgfw.de 

Metalomecânica 

Hütten- u. Walzwerks-Berufsgenossenschaft http://www.hwbg.de 

Maschinenbau und Metall-Berufsgenossenschaft http://www.mmbg.de 

Norddeutsche Metall-Berufsgenossenschaft http://www.nmbg.de 

Süddeutsche Metall-Berufsgenossenschaft http://www.smbg.de 

Edel- und Unedelmetall-Berufsgenossenschaft http://www.edelbg.de 

Mecânica de precisão e electrotecnia 

Berufsgenossenschaft der Feinmechanik und Elektrotechnik http://www.bgfe.de 

Química 

Berufsgenossenschaft der chemischen Industrie http://www.bgchemie.de 

Madeira 

Holz-Berufsgenossenschaft http://www.holz-bg.de
Ver as restantes na página alemã.